# Hamburger Fern-Hochschule

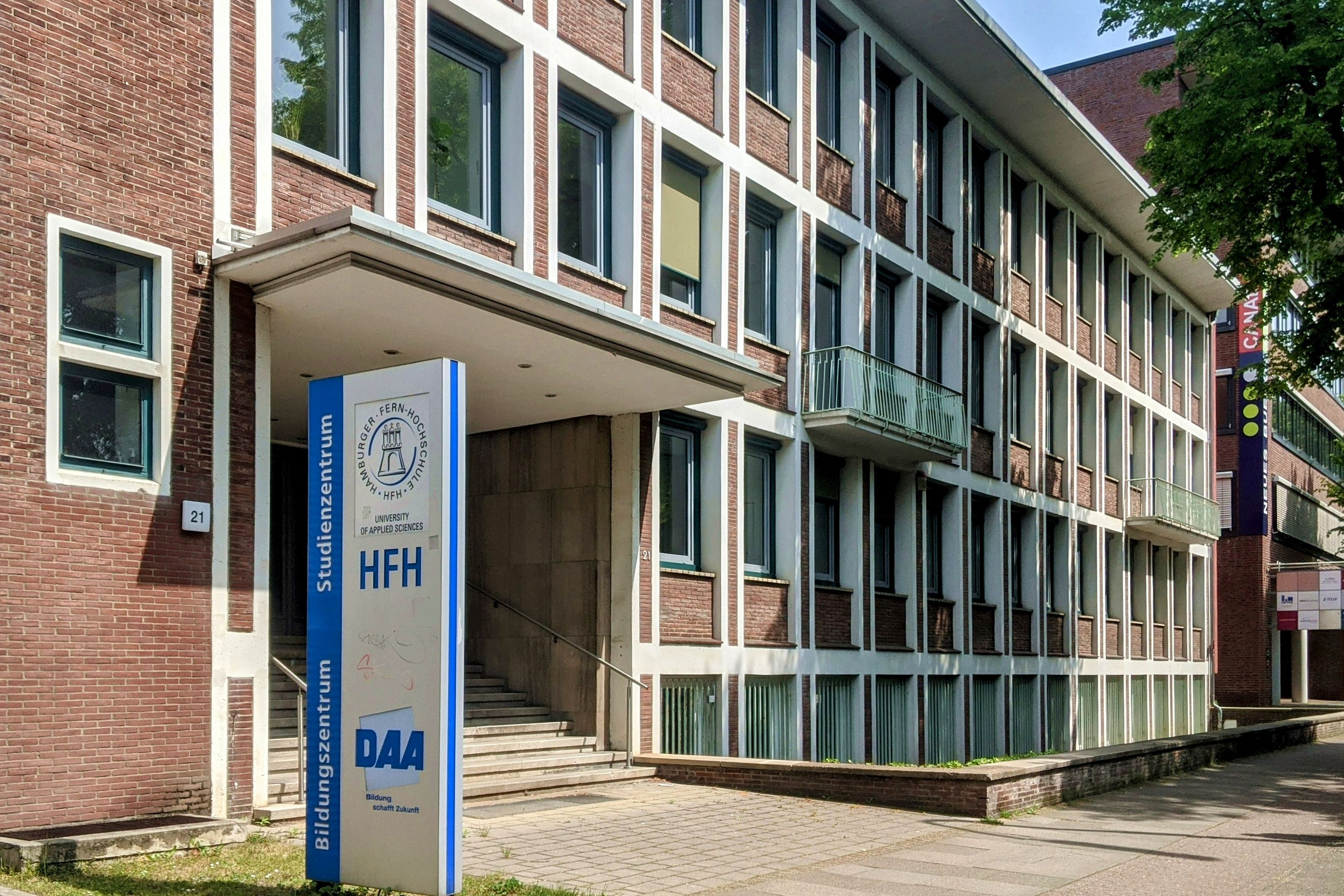
HFH-Hauptsitz in Hamburg-Barmbek

Die HFH · Hamburger Fern-Hochschule ist eine staatlich anerkannte, gemeinnützige und privat finanzierte Fernhochschule in Deutschland. Sie bietet berufsbegleitende Bachelor- und Masterstudiengänge in den Fachbereichen Wirtschaft und Recht, Technik sowie Gesundheit und Pflege an.

## Betreiber
Schulträger ist die HFH · Hamburger Fern-Hochschule gemeinnützige GmbH mit Sitz in Hamburg. Träger ist die DAA-Stiftung Bildung und Beruf.

## Studienangebot
Die Einrichtung bietet ausbildungs- und berufsbegleitende Bachelorstudiengänge sowie berufsbegleitende Masterstudiengänge an. Diese sind vom ACQUIN (Akkreditierungs-, Certifizierungs- und Qualitätssicherungs-Institut) akkreditiert. Die Studiengebühren betragen zwischen € 149 und € 468 monatlich zzgl. einer Prüfungsgebühr von € 563 zur Betreuung und Begutachtung einer Bachelorarbeit bzw. € 900 für eine Masterthesis.

### Berufsbegleitende Bachelorstudiengänge
(Quelle: )
Fachbereich Wirtschaft und Recht
- Betriebswirtschaftslehre, Abschluss: Bachelor of Arts (B.A.)
  - Für staatlich geprüfte Betriebswirte
  - Für Absolventen der VWA
  - Verkürzt für Absolventen einer österreichischen HAK
  - Verkürzt für Absolventen einer österreichischen HTL
- People & Culture Management, Abschluss: Bachelor of Arts (B.A.)

Fachbereich Technik
- Data Science, Abschluss: Bachelor of Science (B.Sc.)/Bachelor of Engineering (B.Eng.)
- Maschinenbau, Abschluss: Bachelor of Engineering (B.Eng.)
- Mechatronik, Abschluss: Bachelor of Engineering (B.Eng.)
- Wirtschaftsinformatik, Abschluss: Bachelor of Science (B.Sc.)
- Wirtschaftsingenieurwesen, Abschluss: Bachelor of Science (B.Sc.)/Bachelor of Engineering (B.Eng.)
  - Als Aufbaustudiengang Technik für Wirtschaftswissenschaftler
  - Als Aufbaustudiengang Wirtschaft für Ingenieure
  - Verkürzt für Absolventen einer österreichischen HTL

Fachbereich Gesundheit und Pflege
- Bachelor Berufspädagogik für Gesundheits- und Sozialberufe (B.A.), Abschluss: Bachelor of Arts (B.A.)
- Pflegemanagement, Abschluss: Bachelor of Arts (B.A.)
- Gesundheits- und Sozialmanagement, Abschluss: Bachelor of Arts (B.A.)
- Soziale Arbeit, Abschluss: Bachelor of Arts (B.A.)
- Therapie- und Pflegewissenschaften für Berufserfahrene (Fachrichtungen Ergotherapie, Logopädie, Pflege und Physiotherapie (Gesundheitsfachberufe)), Abschluss: Bachelor of Science (B.Sc.)
- Psychologie, Abschluss: Bachelor of Science (B.Sc.)
- Wirtschaftspsychologie, Abschluss: Bachelor of Science (B.Sc.)

### Duale Studiengänge
(Quelle: )
- Duales BWL-Studium für Auszubildende in kaufmännischen Berufen, Abschluss: Bachelor of Arts (B.A.)
- Logistik-Bachelor (Bayern, Hamburg und Rhein-Main), Abschluss: Bachelor of Arts (B.A.)
- Therapie- und Pflegewissenschaften dual (Ergotherapie, Logopädie, Physiotherapie, Pflege), Abschluss: Bachelor of Science. Dualer Studiengang, der im zweiten Jahr der Ausbildung beginnt

### Masterstudiengänge
(Quelle: )
- Berufspädagogik, Abschluss: Master of Arts (M.A.)
- General Management, Abschluss: Master of Business Administration (MBA)
- Maschinenbau, Abschluss: Master of Engineering (M.Eng.)
- Management im Gesundheitswesen, Abschluss: Master of Arts (M.A.)
- Psychologie (M.Sc.)
- Soziale Arbeit, Abschluss: Master of Arts (M.A.)
- Wirtschaftsingenieurwesen, Abschluss: Master of Science (M.Sc.)/Master of Engineering (M.Eng.)
- Wirtschaftspsychologie (M.Sc.)

## Standorte der HFH
Neben dem Hauptsitz in Hamburg existieren weitere Studienzentren in Deutschland und Österreich. Hier finden Lehrveranstaltungen und Klausuren statt.

### Deutschland
Berlin, Düsseldorf, Essen, Hamburg, Heilbronn, Kassel, Künzelsau, München, Nürnberg, Stuttgart und Würzburg

### Österreich
Feldkirch, Graz, Judenburg, Linz und Wien